# Gerhard Abele
Gerhard Abele (* 25. Mai 1937 in Esslingen am Neckar; † 8. Oktober 1994) war ein deutscher Geograph.

## Leben
Nach der Promotion 1963 in Tübingen und der Habilitation 1972 Universität Karlsruhe war er von 1972 bis 1990 Professor für Geographie in Mainz und  von 1990 bis 1994 Professor an der Universität Innsbruck.

## Schriften (Auswahl)
- Die Fernpaßtalung und ihre morphologischen Probleme. Tübingen 1964, OCLC 758327206.
- mit Hans-Joachim Klein und Raimund Herz: Methoden zur Analyse von Stadtstrukturen. Karlsruhe 1969, OCLC 64558476.
- mit Adolf Leidlmair: Karlsruhe. Studien zur innerstädtischen Gliederung und Viertelsbildung. Karlsruhe 1972, OCLC 610905514.
- Bergstürze in den Alpen. Ihre Verbreitung, Morphologie und Folgeerscheinungen. München 1974, OCLC 2115848.
- Vom Eis geformte Bergsturzlandschaften. In: Zeitschrift für Geomorphologie. Suppl. 8. Berlin 1969, S. 119–147.